# Affoltern im Emmental
Affoltern im Emmental là một đô thị huyện Trachselwald ở bang Berne ở Thụy Sĩ. Đô thị này có diện tích 11,5 km², dân số năm tháng 12 năm 2020 là 1125 người. Các đô thị giáp ranh: Walterswil, Dürrenroth, Sumiswald, Rüegsau, Heimiswil và Wynigen. Núi Lueg nằm ở Affoltern.